# Manna (album)
| Recensione | Giudizio |
| ---------- | -------- |
| AllMusic   | [ 2 ]    |

Manna è il terzo album in studio del gruppo rock statunitense Bread, pubblicato nel marzo del 1971.
L'album si piazzò al ventunesimo posto della classifica statunitense The Billboard 200, mentre i singoli compresi nell'album, If e Let Your Love Go, arrivarono rispettivamente al quarto e ventottesimo posto della classifica The Billboard Hot 100.

## Tracce
Lato A
1. Let Your Love Go – 2:25 (David Gates)
2. Take Comfort – 3:32 (James Griffin, Robb Royer)
3. Too Much Love – 2:45 (James Griffin, Robb Royer)
4. If – 2:33 (David Gates)
5. Be Kind to Me – 3:03 (James Griffin, Robb Royer)
6. He's a Good Lad – 2:57 (David Gates)

Lato B
1. She Was My Lady – 2:50 (David Gates)
2. Live in Your Love – 2:46 (James Griffin, Robb Royer)
3. What a Change – 3:38 (David Gates)
4. I Say Again – 2:52 (James Griffin, Robb Royer)
5. Come Again – 4:01 (David Gates)
6. Truckin' – 2:31 (James Griffin, Robb Royer)

## Formazione
- David Gates - voce, chitarra, basso, tastiere
- James Griffin - voce, chitarra, tastiere
- Robb Royer - chitarra, basso, tastiere
- Mike Botts - batteria

Note aggiuntive
- David Gates con James Griffin e Robb Royer - produttori
- David Gates - arrangiamenti
- Registrato al Sound Recorders di Hollywood, California
- Armin Steiner - ingegnere delle registrazioni
- Robert L. Heimall - copertina, fotografia, design e art direction[5]